# Escuela Nacional de Estudios Superiores Unidad León
La Escuela Nacional de Estudios Superiores Unidad León es una entidad académica multidisciplinaria de la Universidad Nacional Autónoma de México (UNAM), ubicada en la comunidad de San Antonio de Los Tepetates en el municipio de León, Guanajuato. Es un campus de dicha universidad ubicado fuera de la Zona Metropolitana del Valle de México, donde están la mayor parte de sus instalaciones. Cuenta con una extensión en el municipio de San Miguel de Allende (UESMA), donde se ofrecen cursos de actualización profesional e idiomas. La mayoría de sus carreras son un experimento académico donde abunda el campo laboral incierto.
La planificación a 12 años era contar con 12 000 alumnos.

## Creación
Fue creada luego de la firma del "Convenio de Colaboración para la creación, construcción y operación de un complejo académico, cultural, deportivo y ecológico" en 2010 entre José Narro Robles, entonces rector de la UNAM y Juan Manuel Oliva Ramírez, entonces gobernador de Guanajuato. El 31 de marzo de 2011 el Consejo Universitario de la UNAM ratificó la creación. En 2013 la universidad había invertido en este campus más de mil millones de pesos mexicanos.

## Oferta educativa

### Bachillerato
El Bachillerato B@GTO es un bachillerato en modalidad a distancia cuyo programa cubre las necesidades de cultura básica indispensable para obtener una comprensión sólida del mundo actual y una participación social productiva. El diseño curricular anidado permite incluir ejes integradores que fomenten de manera transversal el desarrollo de habilidades. Así, cada asignatura no sólo aborda contenidos, sino habilidades múltiples, que van alcanzando mayor profundidad en cada módulo. Con ello, el estudiante desarrolla actitudes y valores, capacidad de reflexión, autonomía en el aprendizaje, así como habilidad para participar de diversas formas en actividades grupales. El certificado de estudios de este programa, se expide por parte de la Universidad Virtual del Estado de Guanajuato.

### Licenciaturas
Cada una de las licenciaturas que ofrece la ENES Unidad León tiene áreas de profundización distintas acordes a las demandas de investigación actuales y las que serán necesarias en un futuro próximo. También, algunas licenciaturas ofrecen la opción de salida intermedia con certificación de “Técnico Especializado” por lo que, tiene programas educativos multidisciplinarios e innovadores.
- Administración Agropecuaria
- Ciencias Agrogenómicas
- Desarrollo Territorial
- Desarrollo y Gestión Interculturales
- Economía Industrial
- Fisioterapia (cuenta con una Clínica de Fisioterapia para atención al público)
- Odontología (cuenta con una Clínica de Odontología para atención al público)
- Optometría (cuenta con una Unidad de Diagnóstico Visual)
- Traducción (ofertada en la Unidad de Extensión San Miguel de Allende)
- Turismo y Desarrollo Sostenible

### Posgrado
La ENES Unidad León también ofrece especialidades, maestrías y doctorados:
- Especialidades Odontológicas
- Posgrado en Ciencias Médicas, Odontológicas y de la Salud
- Posgrado en Ciencias de la Sostenibilidad
- Posgrado en Economía
- Posgrado en Ciencias Biológicas

### División de Educación Continua e Innovación
Esta división de la ENES Unidad León, ofrece diplomados, cursos y talleres que abonan en una mayor competitividad de sus participantes, actualizándolos en las nuevas tendencias de sus diferentes disciplinas. 

### Unidad de Extensión San Miguel de Allende
En 2012, la ENES León buscó fortalecer sus funciones educativas en la ciudad de San Miguel de Allende, mediante la impartición de cursos, diplomados, talleres y todas aquellas actividades comprendidas en las labores sustantivas de la UNAM, con el propósito de atender requerimientos sociales de la región; difundir y socializar el conocimiento y con ello; enriquecer las capacidades profesionales y culturales en los sectores público, privado y social.
El 6 de diciembre de 2018 se publicó en la Gaceta UNAM el Acuerdo de Modificación de Funciones de la Unidad de Extensión San Miguel de Allende (UESMA), firmada por el actual rector, Dr. Enrique Graue Wiechers, a través del cual se robustecieron sus funciones sustantivas que incluyen bachillerato, licenciaturas, investigación, difusión de la cultura y educación continua, permitiendo seguir fortaleciendo el desarrollo de Guanajuato y la región del Bajío.
La UESMA promueve una sede abierta y libre para el desarrollo de la cultura, la ciencia, las artes y las humanidades, ofreciendo espacios para aprender y compartir, sentir y producir, mediante 5 áreas: Educación Continua, Idiomas, Difusión de la Cultura y la Ciencia, y Vinculación.
El 17 de agosto de 2023 se inauguraron las instalaciones de la Unidad de Extensión San Miguel de Allende, por parte del Dr. Enrique Graue Wiechers, Rector de la UNAM; el Mtro. Diego Sinhue Rodríguez Vallejo, Gobernador del Estado de Guanajuato; y el Lic. Mauricio Trejo Pureco, alcalde del Municipio de San Miguel de Allende. 